# Torre Coit
La Torre Coit (en anglès: Coit Tower) és una torre de 64 m d'alçària, situada al barri de Telegraph Hill de San Francisco, Califòrnia, que ofereix vistes panoràmiques sobre la ciutat i la badia.
La torre es troba al Pioneer Park de la ciutat, i es va construir entre 1932 i 1933 amb el llegat d'un socialite adinerat de nom Lillie Hitchcock Coit, per embellir la ciutat de San Francisco. Va ser afegida al Registre Nacional de Llocs Històrics el 29 de gener de 2008.
La torre art déco, construïda amb formigó armat sense pintar, va ser dissenyada pels arquitectes Arthur Brown, Jr. i Henry Howard. L'interior inclou murals al fresc a l'estil de pintura mural al fresc americà, pintats per 25 artistes diferents del lloc i els seus nombrosos ajudants, a més de dues pintures addicionals instal·lades després de la creació fora del lloc.
També coneguda com a Coit Memorial Tower, estava dedicada als bombers voluntaris que havien mort en els cinc incendis importants de San Francisco. Encara que una història apòcrifa afirma que la torre va ser dissenyada per assemblar-se a una mànega de bombers a causa de l'afinitat de Coit amb els bombers de San Francisco de l'època, la semblança és casual.